# Danmarks bedste fodboldspiller gennem tiderne
Danmarks bedste fodboldspiller gennem tiderne var en pris, der blev uddelt af DBU i 2006 til den bedste danske fodboldspiller gennem tiderne, de otte nominerede var:
- Michael Laudrup
- Allan Simonsen
- Brian Laudrup
- Henning Jensen
- Preben Elkjær
- Morten Olsen
- Peter Schmeichel
- Jon Dahl Tomasson
- Nicklas Bendtner

og vinderen blev Michael Laudrup.